# Randy Jones (cantante)
Randy Jones (Raleigh, 13 settembre 1952) è un cantante e attore statunitense, specializzato  in disco music.
È stato il primo cowboy del gruppo disco Village People.
Continua a produrre da solista e nel 2007 ha pubblicato un album pop e disco intitolato Ticket to the World.
Dal 2006 vive a New York.